# Lutz Babock
Lutz Babock (* 26. November 1962) ist ein deutscher ehemaliger Fußballspieler, der im Thüringer Raum Zweitligafußball betrieb. 

## Sportliche Laufbahn
Die ersten Spiele im Erwachsenenfußball bestritt Lutz Babock ab 1980 für den FC Rot-Weiß Erfurt in der Nachwuchsoberliga. Bis 1982 bestritt er dort ca. 25 Spiele, in denen er jeweils als Stürmer aufgeboten wurde und drei Tore erzielte. Von 1982 bis 1984 spielte Babock in der drittklassigen Bezirksliga für die 2. Mannschaft der Betriebssportgemeinschaft BSG Motor Rudisleben.
Zur Saison 1984/85 wechselte Babock zur BSG Robotron Sömmerda, wo er wiederum als Stürmer nur 15 von 34 Punktspielen in der zweitklassigen DDR-Liga bestritt. 
Anschließend nahm er erneut einen Wechsel vor und schloss sich dem DDR-Ligisten BSG Glückauf Sondershausen an. In zwei Ligaspielzeiten kam er jeweils nur in der Hinrunde zum Einsatz. 1985/86 absolvierte er 15 der 17 Hinrundenspiele und war nach langer Zeit mit drei Treffern wieder als Torschütze erfolgreich. 1986/87 wurde Babock lediglich achtmal in Punktspielen aufgeboten. Sechs davon waren Vollzeiteinsätze, in denen er wieder im Angriff eingesetzt wurde. Nach dieser Saison stieg die BSG Glückauf aus der DDR-Liga ab, und Babock spielte mit ihr noch eine Saison in der Bezirksliga. 
Danach war Lutz Babock beim Bezirksligisten BSG Motor Gotha aktiv, mit dem es Babock aber nicht mehr in den überregionalen Fußball schaffte.